# یم کوهی ژاپنی
یم کوهی ژاپنی (نام علمی: Dioscorea japonica)، یاما نو ایمو (به ژاپنی: 山の芋) نام یک گونه از سرده تمیس است.